# Enrico, duca di Cornovaglia
Enrico Tudor, Duca di Cornovaglia (Londra, 1º gennaio 1511 – Londra, 22 febbraio 1511), fu il primo e unico figlio maschio del re Enrico VIII e della regina Caterina d'Aragona a vivere per più di qualche giorno.

## Biografia
Nato presso il Palazzo di Placentia Greenwich, egli era fratello maggiore della futura regina Maria I.
Suoi nonni materni erano i re cattolici Isabella di Castiglia e Ferdinando II d'Aragona. Suoi nonni paterni Enrico VII d'Inghilterra ed Elisabetta di York.
Fu battezzato il 5 gennaio ma visse per soli cinquantadue giorni. Non si conoscono le cause della sua morte.

## Le conseguenze della morte
La morte del bambino cambiò drasticamente le sorti della madre Caterina che, dopo la sua morte, non riuscì a dare alla luce figli sani ed ebbe solo aborti e parti morti. Riuscì a sopravvivere soltanto uno dei nati, la futura regina Maria I Tudor, che era forte e in buona salute ma femmina.
La necessità e il desiderio di figli maschi portò Enrico a meditare il ripudio, nonostante l'opposizione della Chiesa e della moglie che fu quindi successivamente sostituita dalla sua dama di compagnia Anna Bolena.

## Ascendenza
|                            |                       |                          | Genitori                            |  |  | Nonni |  |  | Bisnonni      |  |  | Trisnonni  |  |
|                            |                       |                          |                                     |  |  |       |  |  | Edmondo Tudor |  |  | Owen Tudor |  |
|                            |                       |                          |                                     |  |  |       |  |  | Edmondo Tudor |  |  | Owen Tudor |  |
|                            |                       | Caterina di Valois       |                                     |  |  |       |  |  | Edmondo Tudor |  |  |            |  |
| Enrico VII d'Inghilterra   |                       |                          |                                     |  |  |       |  |  | Edmondo Tudor |  |  |            |  |
|                            |                       | Margaret Beaufort        | John Beaufort, I duca di Somerset   |  |  |       |  |  |               |  |  |            |  |
|                            |                       | Margaret Beaufort        | John Beaufort, I duca di Somerset   |  |  |       |  |  |               |  |  |            |  |
|                            |                       | Margaret Beaufort        | Margaret Beauchamp di Bletso        |  |  |       |  |  |               |  |  |            |  |
| Enrico VIII d'Inghilterra  |                       | Margaret Beaufort        |                                     |  |  |       |  |  |               |  |  |            |  |
|                            |                       | Edoardo IV d'Inghilterra | Riccardo Plantageneto               |  |  |       |  |  |               |  |  |            |  |
|                            |                       | Edoardo IV d'Inghilterra | Riccardo Plantageneto               |  |  |       |  |  |               |  |  |            |  |
|                            |                       | Edoardo IV d'Inghilterra | Cecilia Neville                     |  |  |       |  |  |               |  |  |            |  |
| Elisabetta di York         |                       | Edoardo IV d'Inghilterra |                                     |  |  |       |  |  |               |  |  |            |  |
|                            |                       | Elisabetta Woodville     | Richard Woodville                   |  |  |       |  |  |               |  |  |            |  |
|                            |                       | Elisabetta Woodville     | Richard Woodville                   |  |  |       |  |  |               |  |  |            |  |
|                            |                       | Elisabetta Woodville     | Giacometta di Lussemburgo           |  |  |       |  |  |               |  |  |            |  |
| Enrico duca di Cornovaglia |                       | Elisabetta Woodville     |                                     |  |  |       |  |  |               |  |  |            |  |
|                            | Giovanni II d'Aragona | Ferdinando I d'Aragona   |                                     |  |  |       |  |  |               |  |  |            |  |
|                            | Giovanni II d'Aragona | Ferdinando I d'Aragona   |                                     |  |  |       |  |  |               |  |  |            |  |
|                            | Giovanni II d'Aragona | Eleonora d'Alburquerque  |                                     |  |  |       |  |  |               |  |  |            |  |
| Ferdinando II d'Aragona    | Giovanni II d'Aragona |                          |                                     |  |  |       |  |  |               |  |  |            |  |
|                            |                       | Giovanna Enríquez        | Federico Enríquez de Mendoza        |  |  |       |  |  |               |  |  |            |  |
|                            |                       | Giovanna Enríquez        | Federico Enríquez de Mendoza        |  |  |       |  |  |               |  |  |            |  |
|                            |                       | Giovanna Enríquez        | Marina Fernandez di Cordoba e Ayala |  |  |       |  |  |               |  |  |            |  |
| Caterina d'Aragona         |                       | Giovanna Enríquez        |                                     |  |  |       |  |  |               |  |  |            |  |
|                            |                       | Giovanni II di Castiglia | Enrico III di Castiglia             |  |  |       |  |  |               |  |  |            |  |
|                            |                       | Giovanni II di Castiglia | Enrico III di Castiglia             |  |  |       |  |  |               |  |  |            |  |
|                            |                       | Giovanni II di Castiglia | Caterina di Lancaster               |  |  |       |  |  |               |  |  |            |  |
| Isabella di Castiglia      |                       | Giovanni II di Castiglia |                                     |  |  |       |  |  |               |  |  |            |  |
|                            |                       | Isabella d'Aviz          | Giovanni del Portogallo             |  |  |       |  |  |               |  |  |            |  |
|                            |                       | Isabella d'Aviz          | Giovanni del Portogallo             |  |  |       |  |  |               |  |  |            |  |
|                            |                       | Isabella d'Aviz          | Isabella di Braganza                |  |  |       |  |  |               |  |  |            |  |
|                            |                       | Isabella d'Aviz          |                                     |  |  |       |  |  |               |  |  |            |  |